# Język enrekang
Język enrekang, także endekan – język austronezyjski używany w prowincji Celebes Południowy w Indonezji. Według danych z 1986 roku posługuje się nim 50 tys. ludzi.
Według serwisu Ethnologue dzieli się na trzy dialekty: enrekang, ranga, pattinjo (letta-batulappa-kassa). Dialekt pattinjo bywa opisywany jako odrębny język.
Nie wykształcił piśmiennictwa.